# Bruno Chevrier
Bruno Chevrier (Tours, 1973) is een Franse stripauteur die werkt onder het pseudoniem Nob. 

## Carrière
Als scholier maakte Bruno Chevrier al een fanzine over strips en als zestienjarige won hij een wedstrijd van het stripfestival van Grenoble. Twee jaar later won hij een prijs voor scholieren op het Internationaal Stripfestival van Angoulême. In 1994 verhuisde hij naar Parijs voor zijn studies en begon daarna te werken als illustrator. 
Hij begon daarna te tekenen voor het stripblad Tchô!, waar hij de reeksen Bogzzz (2002) en Mamette (2006) creëerde. Mamette is een humoristische strip over een grootmoeder die haar plaats zoekt in een veranderende wereld. Ze probeert een warme thuis te bieden aan haar kinderen, kleinkinderen en vriendinnen, maar die maken het haar niet altijd gemakkelijk. Mamette verscheen alleen in het Frans. Het succes van deze strip leidde tot een spin-off, Les souvenirs de Mamette. Marinette zou alleen tijdens de vakantie bij haar opa blijven. Maar haar ouders beslissen dat ze daar langer moet blijven, terwijl zij hun echtscheiding uitwerken. Marinette wil echter niet bij haar opa op het platteland blijven en besluit weg te lopen. Marinette is Mamette als kind en Mamette verschijnt ook op het einde van elk album. Nob wil de lezer de optimistische boodschap meegeven dat hoe zwaar de jeugd van Mamette ook is, dit niet verhindert om een gelukkig leven te leiden. Net als in Mamette vertelt Nob in Les souvenirs de Mamette over het echte leven, dat soms zwaar is maar ook zijn prettige kanten heeft. Aanleiding voor deze strip was een brief van de oma van de schrijver, die ze schreef kort voor haar dood. Daarin vertelde ze over de scheiding van haar ouders en het verdriet dat die veroorzaakte, en over haar gemene tante. Een andere inspiratiebron was het huis van zijn andere oma waar hij op vakantie ging. Het buitentoilet in de strip is hetzelfde als in dat huis. In 2004 begon Nob aan nog een nieuwe stripreeks, Mon ami Grompf. Intussen werkte hij tussen 2001 en 2008 als hoofdredacteur en vormgever voor Tchô!.
Na zijn periode bij Tchô! begon Nob bij het stripblad Spirou, eerst als lid van het fictieve L'atelier Mastodonte en vanaf 2014 met de reeks Dad over een vader met vier dochters van vier verschillende moeders. Dad werd ook vertaald naar het Nederlands en werd getypeerd als een warme, geestige en herkenbare strip.